# Manuel dos Santos (calciatore)
Manuel dos Santos Fernandes (Praia, 28 marzo 1974) è un ex calciatore francese, di ruolo difensore.

## Carriera
Nel febbraio 2009 ha annunciato il ritiro dopo un periodo di inattività di sei mesi.

## Palmarès

### Club

#### Competizioni nazionali
- Campionato francese: 1

Monaco: 1996-1997
- Campionato portoghese: 1

Benfica: 2004-2005
- Supercoppa di Portogallo: 1

Benfica: 2005

#### Competizioni internazionali
- Coppa Intertoto UEFA: 1

Montpellier: 1999